# Bab Oudaya
Bab Oudaya (también escrita como Bab Oudaia o Bab Udaya; en árabe: باب الوداية), también conocida como Bab Lakbir o Bab al-Kabir (en árabe: باب الكبير, literalmente 'gran puerta'), es la puerta monumental de la Qasba de los Udayas de Rabat, Marruecos. La puerta, construida a finales del siglo XII, está situada en la esquina noroeste de la qasba, cuesta arriba de la medina de Rabat. Se cita a menudo como una de las puertas más bellas de la arquitectura almohade y marroquí.

## Historia

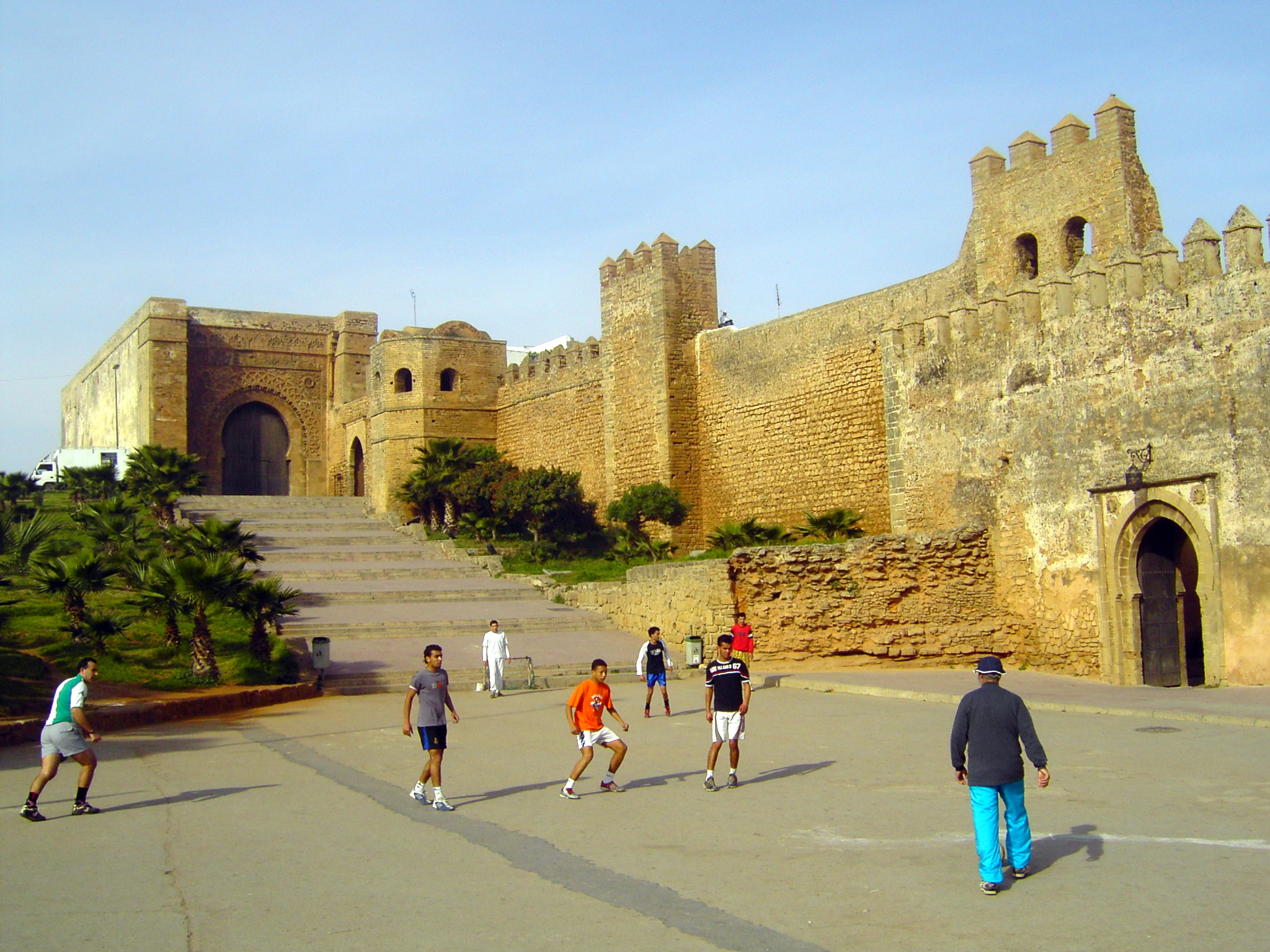
Vista de la Qasba de los Udayas desde el lado que da a la ciudad: la gran puerta se encuentra cuesta arriba a la izquierda.

En 1150 o 1151, el gobernante almohade Abd al-Mumin construyó una nueva qasba sobre el sitio de una antigua rábida almorávide en la orilla suroeste del río Bou Regreg, dentro de la cual incluyó un palacio y una mezquita.
Su sucesor, Abu Yúsuf Yaaqub al-Mansur, que gobernó entre 1184 y 1199, se embarcó en un enorme proyecto para construir una nueva capital imperial fortificada, llamada al-Mahdiyya o Ribat al-Fath, en el sitio de lo que ahora es la antigua ciudad de Rabat, con nuevas murallas que se extendían sobre una vasta área más allá de la antigua qasba. Este proyecto también incluyó la construcción de una enorme mezquita (cuyo alminar iba a ser la Torre Hasán) y de nuevas y grandiosas puertas, incluida la Bab er-Rouah. En la qasba, al-Mansur añadió una nueva puerta monumental, llamada Bab al-Kbir, que se insertó en los muros anteriores de la qasba construida por Abd al-Mumin. La puerta fue construida en algún momento entre 1195 y 1199. Después de la muerte de Abu Yúsuf Yaaqub en 1199, la mezquita y la capital quedaron inacabadas y sus sucesores carecieron de los recursos o la voluntad para terminarla. La propia qasba quedó prácticamente abandonada.
En el siglo XVIII, bajo la dinastía alauí, la puerta fue amurallada y convertida en prisión. Según el pintor Joseph de La Nézière, en la parte superior de la puerta había otra estructura, a la que se accedía a través de la terraza de la escalera interior, pero probablemente fue demolida en el siglo XVIII.  El nombre "Oudaya", que ahora se asocia con la qasba, data del siglo XIX, en honor a la tribu de los Oudayas, una tribu guish (tribu "del ejército" que servía en el ejército del sultán) que fue expulsada de Fez por el sultán alauita Abd ar-Rahmán a fines del siglo XVIII y cuyos restos se asentaron en la qasba.
En 1914, bajo el protectorado francés, se inició una restauración de la Qasba de los Udayas. La obra fue dirigida por Maurice Tranchant, con  ayuda de artesanos locales como Hadj Driss Tourouguy. Como parte de este proyecto también restauraron la puerta. Las bóvedas de la puerta de entrada fueron reconstruidas íntegramente bajo la dirección de Jean-Baptiste David. Los trabajos finalizaron en septiembre de 1918.

## Arquitectura

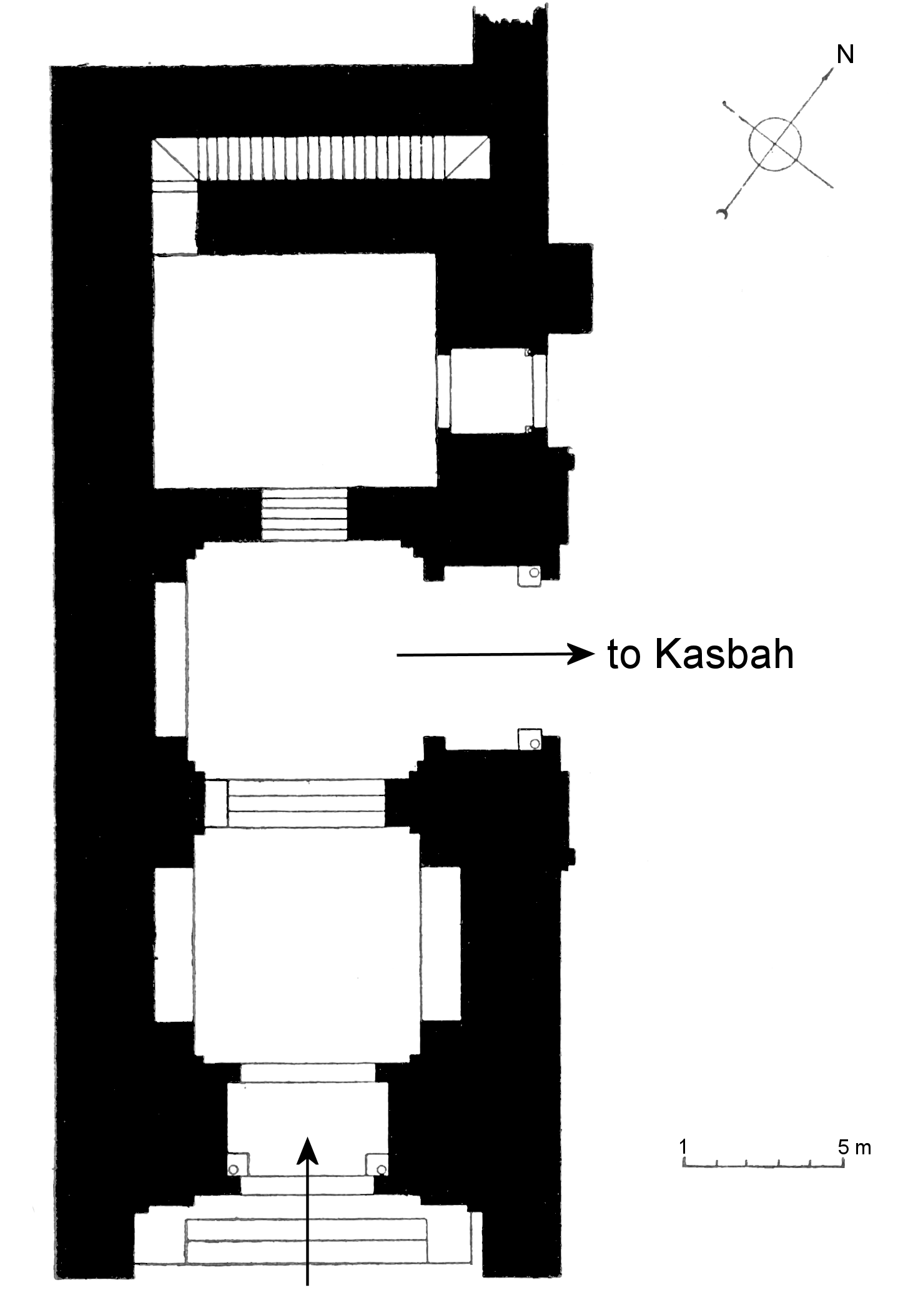
Plano de planta de la puerta

La puerta presenta dos fachadas bellamente ornamentadas: una exterior, orientada al sureste hacia la ciudad, y otra interior, orientada al noreste hacia la calle de la Mezquita. Aunque imponente en tamaño y diseño, su función era mayormente ceremonial, dado que su ubicación se encontraba ya dentro de las murallas que protegían la ciudad. A diferencia de la Bab er-Rouah, puerta occidental de las murallas de Rabat construida en un periodo similar, esta no estaba custodiada por auténticas torres defensivas, lo que refuerza su carácter simbólico más que militar.
La decoración tallada alrededor de la entrada con arco de herradura presenta una banda curva de formas geométricas entrelazadas (específicamente, un patrón conocido como darj wa ktaf, comúnmente visto en la arquitectura marroquí), colocada dentro de un marco rectangular delineado por un friso de inscripción coránica en escritura árabe cúfica. La inscripción incluye la Surat As-Saff (61:9-13), que contiene referencias a la yihad, acorde con el papel de la qasba como símbolo del poderío militar almohade. En las esquinas entre esta banda curva y la inscripción hay tallados patrones arabescos o florales con una palmeta o concha de vieira en el medio, y encima de estos hay otro friso tallado de palmetas. Más arriba de todo esto hay otra banda de talla geométrica, a cada lado de la cual hay dos ménsulas ornamentadas, colocadas sobre columnas decorativas adosadas, que probablemente alguna vez sostuvieron un techo poco profundo o un dosel cubierto de tejas verdes. En ambas esquinas del arco de herradura (en la parte inferior de la banda curva de tallas geométricas) hay formas serpentinas en forma de "S", que probablemente representan anguilas, que son un motivo muy raro en la arquitectura almohade o marroquí. La fachada exterior de la puerta interior, orientada hacia la qasba, presenta una decoración tallada muy similar a la de la puerta exterior, pero con pequeñas diferencias en la elección de las formas geométricas.
En el interior, la puerta presenta tres cámaras que forman un pasillo en forma de recodo: dos cámaras cuadradas cubiertas por cúpulas y una tercera cámara cubierta por una bóveda de cañón. Entrando por la puerta exterior principal, se llega a cada cámara mediante un corto tramo de escaleras. La segunda cámara se abre al interior de la qasba a través de la monumental puerta interior. A la tercera cámara (raramente abierta a los visitantes) se puede acceder a través de una puerta más pequeña desde la segunda cámara y también tiene otra puerta que sale a la qasba, aunque mucho más pequeña que la puerta interior principal. Los arcos del interior de las dos primeras cámaras presentan tallas geométricas decorativas similares al contorno de las puertas exteriores, pero sin el resto de la extensa decoración que las rodea. En el extremo norte del interior, una escalera sube hasta la parte superior de la puerta de entrada.

## Galería

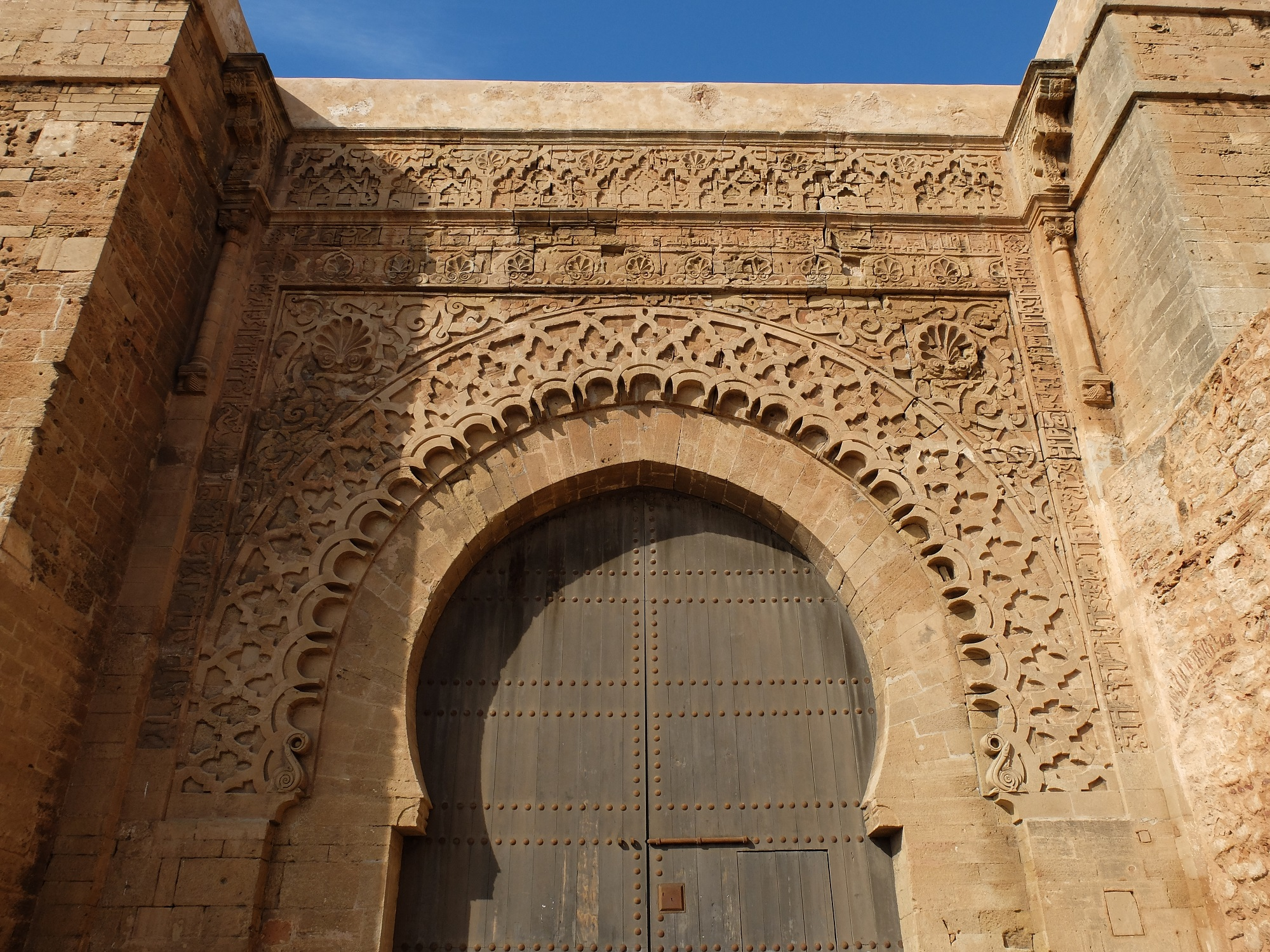
La fachada exterior de la puerta.
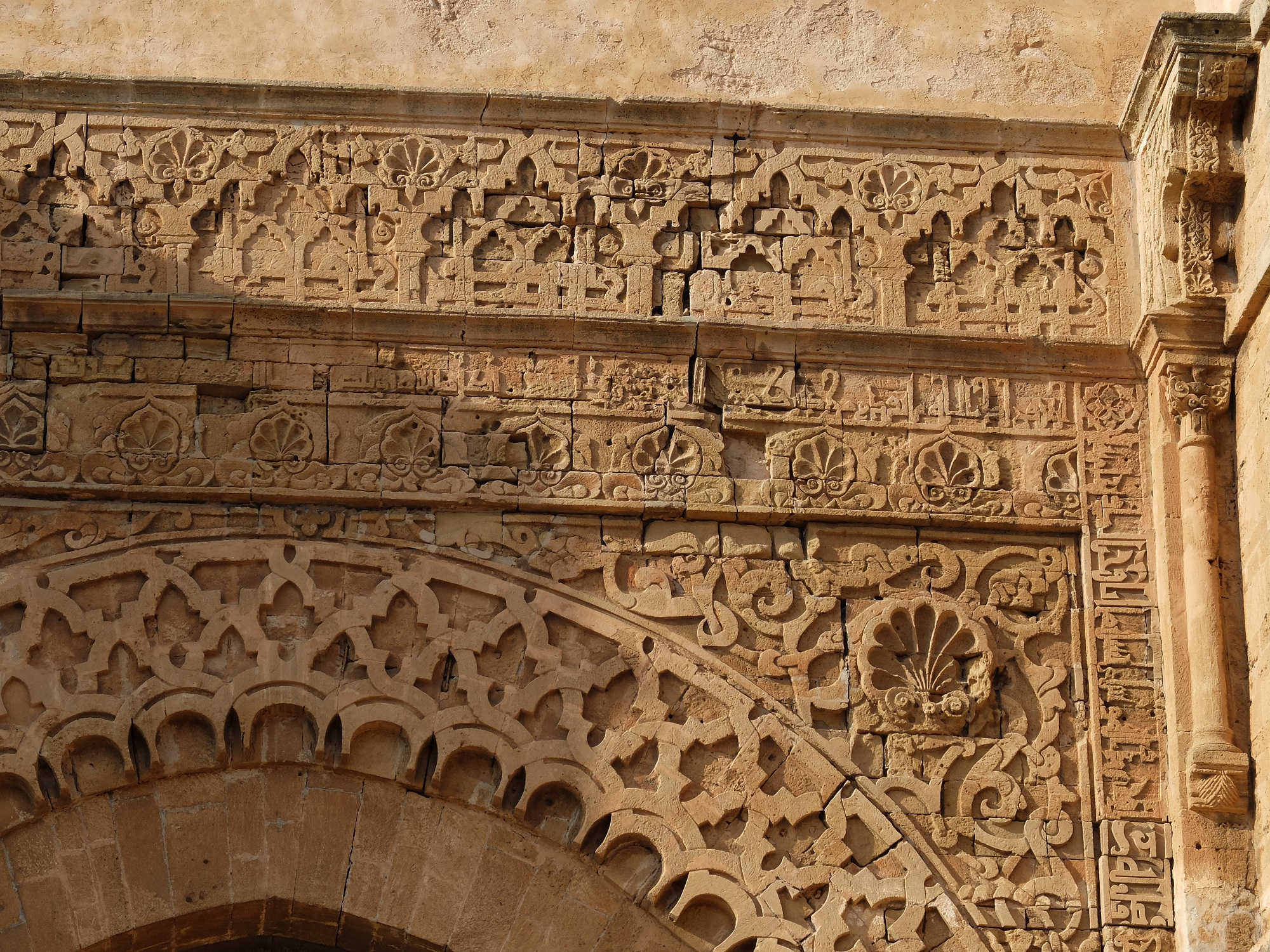
Detalles de la fachada exterior.
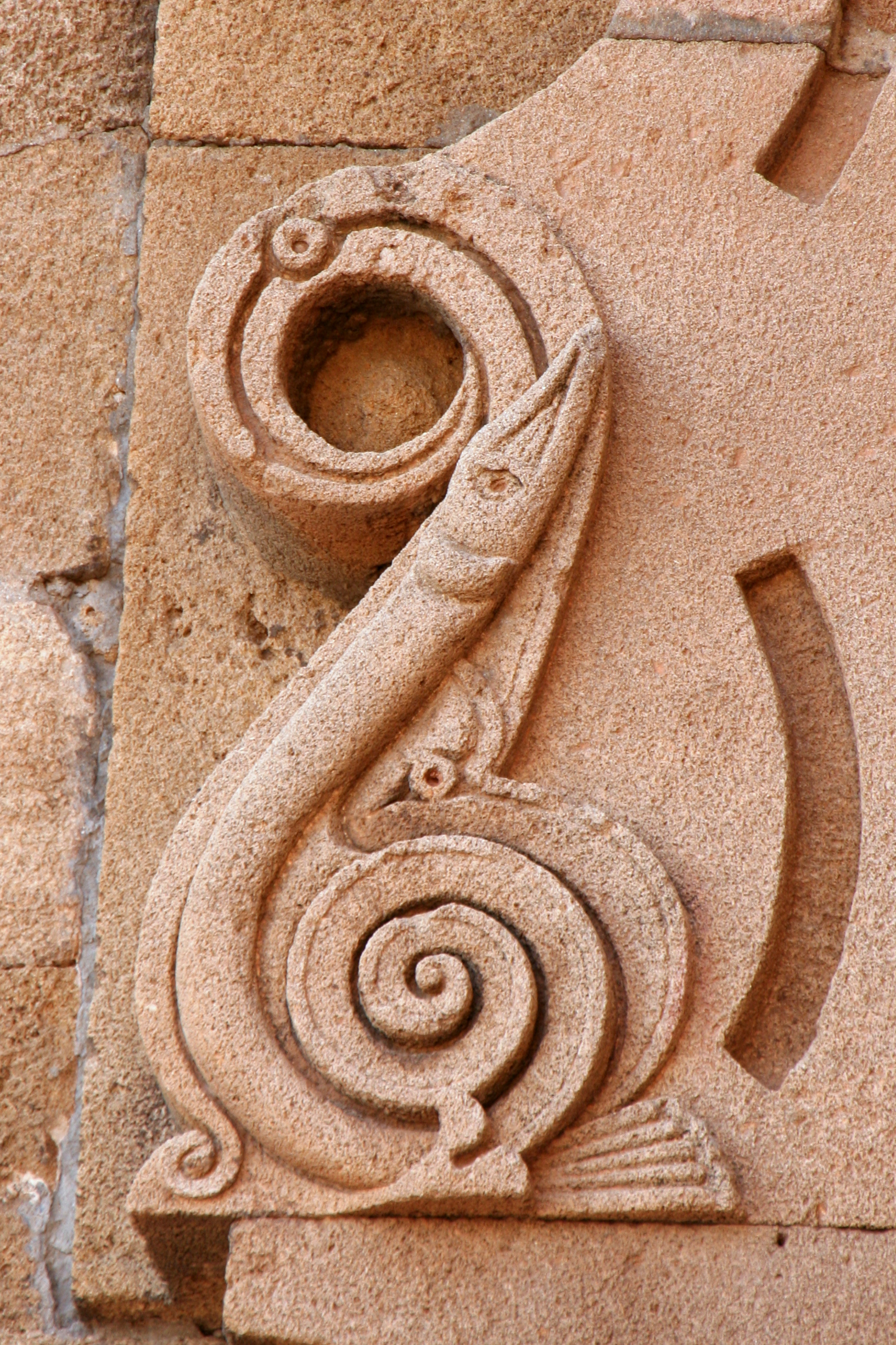
El motivo de la anguila en la base de los arcos.
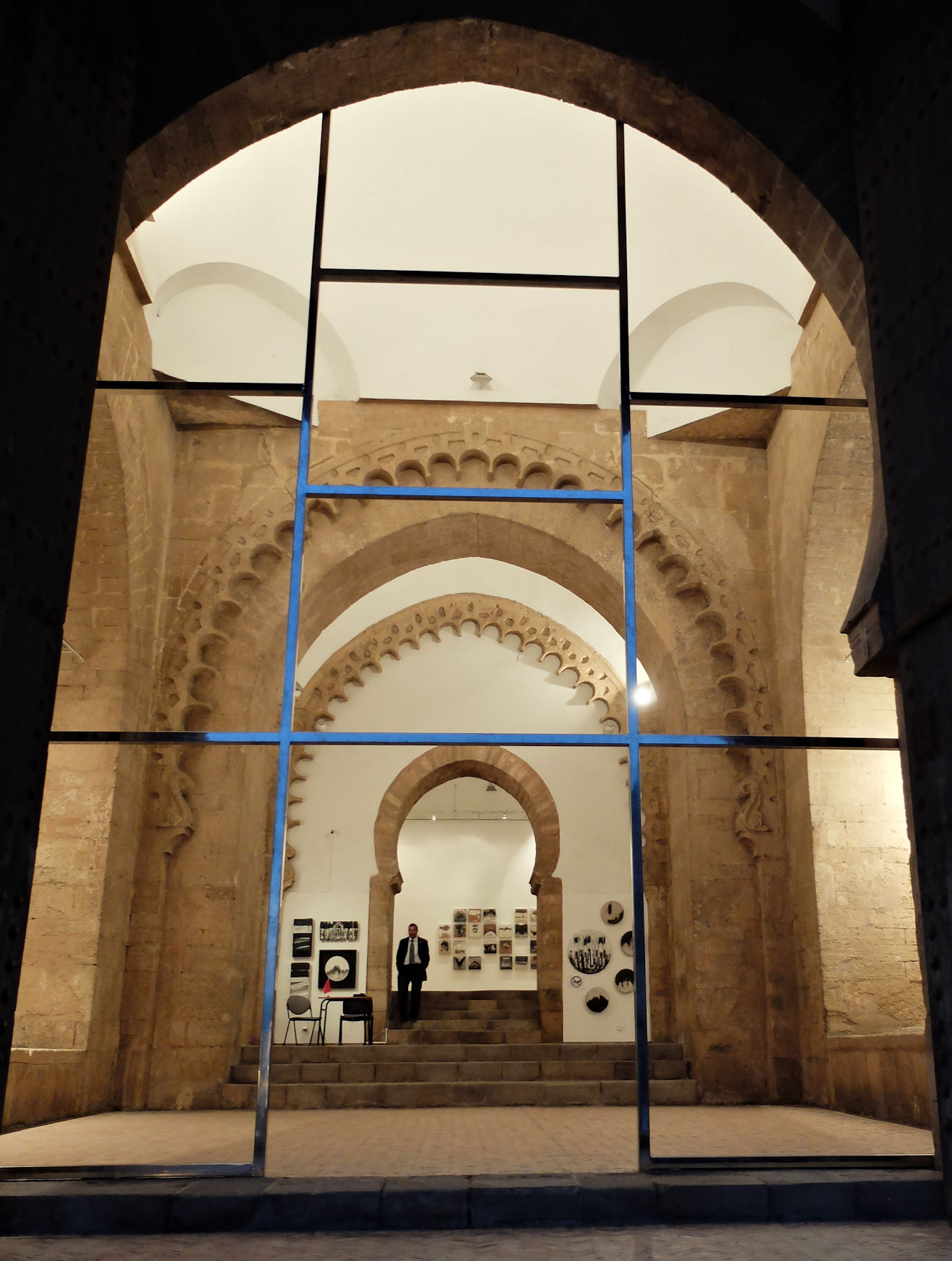
Las cámaras dentro de la puerta (vistas de noche).
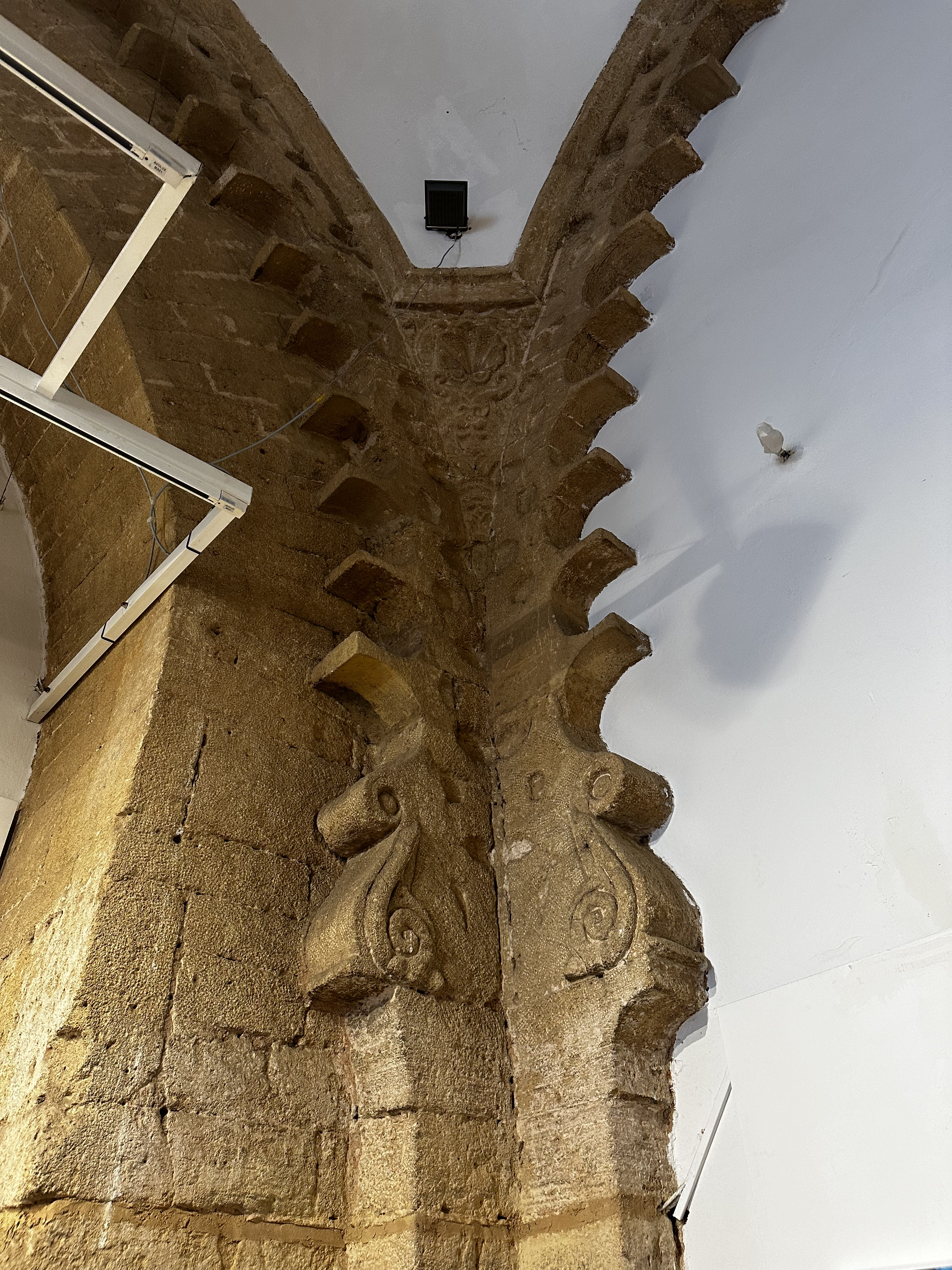
Detalle de la mampostería en el interior de la puerta.
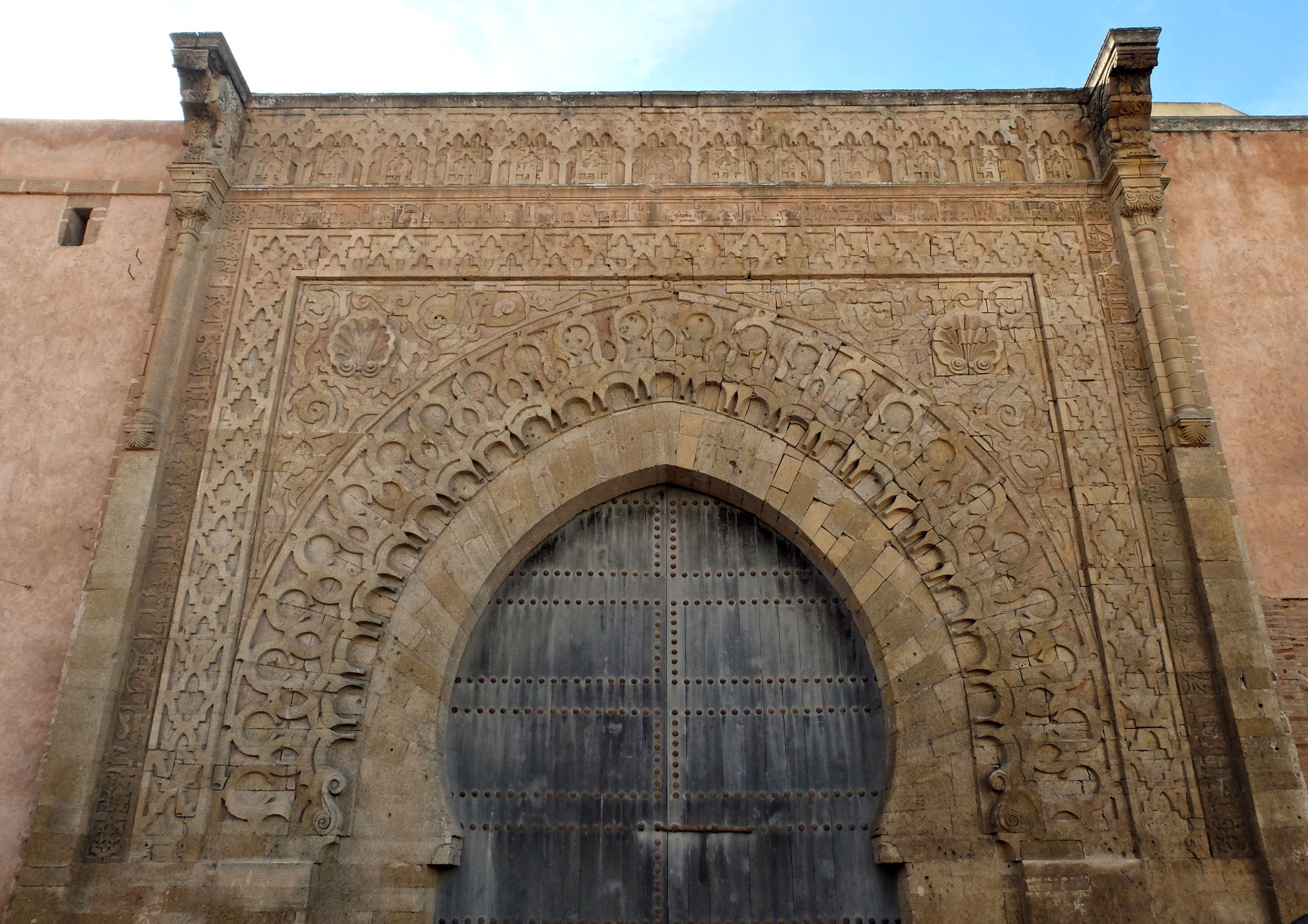
La fachada interior de la puerta.
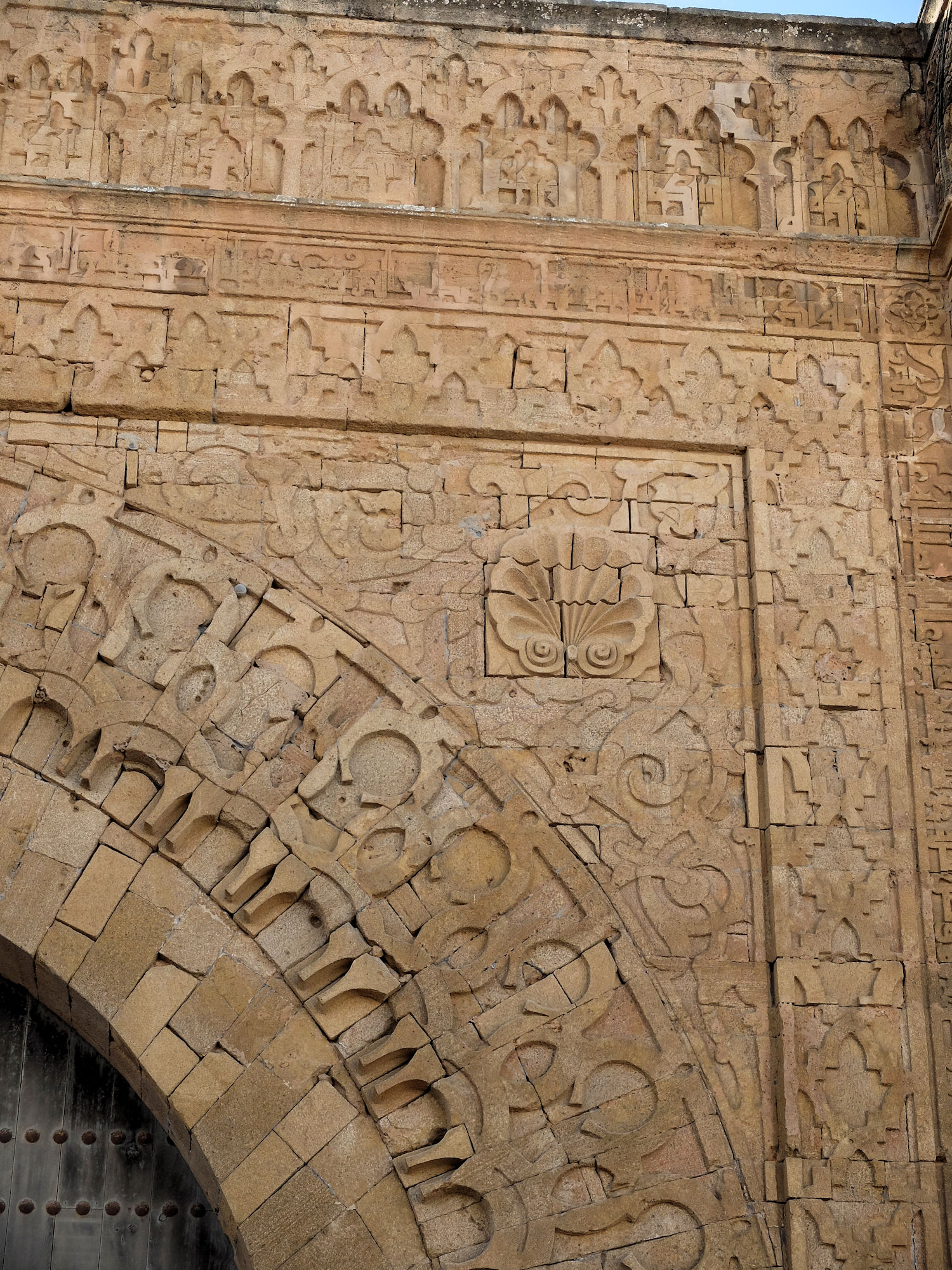
Detalles de la fachada interior de la puerta.